# Lacinipolia longiclava
Lacinipolia longiclava là một loài bướm đêm trong họ Noctuidae.